# Oonopinus pilulus
Oonopinus pilulus là một loài nhện trong họ Oonopidae.
Loài này thuộc chi Oonopinus. Oonopinus pilulus được miêu tả năm 1965 bởi Suman.